# Karzi
Karzi ist der Name einer hethitischen Schutzgottheit, die in Schwurgötterlisten in der Regel nach der Schutzgottheit von Ḫatti und vor Ḫapantali genannt wird.  Diese drei Gottheiten erhalten zu Beginn des AN.TAḪ.ŠUM-Festes gemeinsam ein Schafopfer. Karzi und Ḫapantali wurden auch in der Stadt Ḫattarina zusammen verehrt. Karzi fand Eingang im Kult der Ištar von Šamuḫa.
Möglicherweise stellt das Relief 32 im hethitischen Felsheiligtum Yazılıkaya Karzi dar.  Vorgeschlagen wird aber auch der hurritsche Gott Nubadig.